# William Alexander Weir
Pour les articles homonymes, voir Weir.
William Alexander Weir, né le 14 octobre 1858 à Montréal et mort le 22 octobre 1929 à Londres, est un avocat, un juge et un homme politique québécois.

## Biographie

### Jeunesse et études
Il est le fils de William Park Weir et d'Helen Smith. Il est également le  frère de Robert Stanley Weir, qui composa la paroles anglaises du Ô Canada. Il étudie à la High School of Montreal et à l'Université McGill et est admis au barreau du Québec en 1881.

### Avocat
Il commence sa carrière en droit et écrit dans le Montreal Star. Il publie plusieurs éditions du code civil du Québec et il est membre de la commission royale pour réviser la procédure du code en 1897.
Weir se présente à l'Assemblée législative du Québec à l'élection de 1890 mais est battu par William Owens.

### Député et ministre
Il se présente à nouveau en 1897 et réussit à devenir député du Parti libéral du Québec. Nommé ministre sans portefeuille en 1903 par le premier ministre Simon-Napoléon Parent. En 1905, il démissionne du conseil des ministres avec Lomer Gouin et Adélard Turgeon pour obliger Parent à démissionner.
Lorsque Gouin devient premier ministre en 1905, il est nommé ministre sans portefeuille, président de l'Assemblée, ministre des travaux publics et du travail et trésorier provincial.

### Juge
Nommé juge à la cour supérieure du Québec en 1910, il démissionne de son siège. Il a présidé sur l'affaire Workman en mai 1911. Il meurt le 22 octobre 1929 à London en Ontario.